# Димо Хранов
Димитър (Димо) Вълчев (Василиов) Хранов е български възрожденски учител, читалищен, театрален и музикален деец, драматург, общественик, основател и издател на списание и на вестник, посланик, народен представител (1893 – 1896).

## Биография
Димо Хранов е роден на 12 август 1845 година в Лясковец, Търновски санджак при Манол Стателов и в Златарица при Радко Радославов. Става учител в родния си град (1864 – 1868), скоро след това продължава да учителства в село Пороище (1868 – 1869) и в Разград (1869 – 1871).

### Дейност в Разград
През юли 1870 г. Димо Хранов вече е главен учител на девическото класно училище в Разград, като просветните му заслуги към лудогорския град надхвърлят стените на повереното му училище. Той поставя първата авторска ученическа драматична постановка под името „Дечка и Еленка“ с оригинална идея за еманципацията на жената. Тя е публикувана в списание „Училище“, бр. 5, 1870 г. По-късно същата година под ръководството на Хранов се репетира „Многострадална Геновева“ и „Бабата и дяволът“, представени пред гражданите на 25 декември 1870. С тези 2 пиеси е поставена основата на читалищната театрална самодейност в Разград.
Той е председател на местното читалище „Съгласие“ през периода 1869 – 1871 г., преименувано на „Развитие“ през 1879 г. Членове на читалищното настоятелството са Никола Димитров (книгохранител), Борис Аврамов (книгохранител), Петър Икономов (писар), Стефан Михов (съкровищник) и съветниците: Димитър Стоянов, Саул Велинов, Христо Нойков, Гани Иванов Арабов и Кънчо Жеков. През този период Хранов полага грижи за привличане и квалифициране на всички учители, организира провеждане на периодични сбирки да обсъждане подобряването на образованието в региона. Приета е обща програма за всички училища и първия „Устав на българските училища в Разградското окръжие“. По предложение на Хранов читалището раздава на бедните ученици от селата учебници, привлича да се учат безплатно в градското класно училище ученолюбиви деца от околните села, които след завършване на своето образование стават учители по родните си места. По негова инициатива на годишните училищни изпити в селата се изпращат представители на градското читалище, които имат отношение към учебното дело.

### Земеделско образование
Димо Хранов прекъсва учителската си кариера в Раград, за да продължи образованието си в земеделското училище в Крижевци, Кралство Хърватия и Славония (от 1871), а след това заедно с Михалаки Георгиев следва висше образование в земеделската академия в гр. Табор, Австро-унгарска Чехия.

### Дейност във Видин
Завършили образованието си през 1873 г., двамата попадат във Видин. Местни общественици канят Хранов да остане като учител в класното училище в града. В продължение на 2 учебни години той преподава немски и турски език и черковно пеене, като към 20 декември 1873 г. изпълнява надзорни функции по отношение на учителите от девическото училище. Хранов издава и редактира във Видин първото българско земеделско списание „Ступан“. Първият му брой излиза с подзаглавие „Земледелско-економически вестник“ на 1 януари 1874 г.

### Печатар и преводач
На 10 юни 1875 г. на заседанието на училищното настоятелство Димо Хранов заявява, че „повече няма да учителства“. Напуска Видин и заминава за Букурещ, където работи заедно с Любен Каравелов като съсобственици на печатница.
През Освободителната Руско-турска война Хранов е преводач в щаба на генерал Гурко, като го следва през цялото време и оставя ценни мемоари за събитията. За участието си във войната е награден с руски военни ордени.

### След Освобождението
След Освободителната война Хранов е чиновник за специални поръчки при генерал-губернатора на Източна Румелия и участва в изработването на Органичния устав (Конституцията) на областта. През 1879 г. служи в дипломатическия отдел, после става дипломатически агент (посланик) в Белград, от 1885 г. деловодител на учебното дело за Македония при Българската екзархия до 1893 г. Бил е главен секретар в Министерството на външните работи и изповеданията (1881) и в Министерството на обществените сгради, земеделието и търговията (1882).
Народен представител в Седмото (1893 – 1894) и Осмото обикновено народно събрание (1894 – 1896).
Хранов е сред основателите на големия български вестник „Мир“. Автор е на учебните помагала „Нравоучение за I курс“ и „Първи французко-български словар“. Сътрудничи на сп. „Училище“ (1871 – 1873), в. „Право“ (1872 – 1873), временен сътрудник на сп. „Читалище“ (1873,1875).

## Признание и памет
Книжовната дейност на Димо Хранов е високо оценена и той е избран през 1881 г. за дописен член на Българското книжовно дружество, а през 1884 г. – за действителен член.
През ноември 1904 г. в Разград участва в новосъздаденото певческо дружество „Железни струни“ и първия му публичен концерт.
Неговите заслуги за просветната, читалищната и културната дейност в разградски регион са оценени от признателната общественост, за което е удостоен със званието „Почетен гражданин на град Разград“ (1904 г.) и „Почетен председател на читалището“. За заслугите си към Видин Димо Хранов също е удостоен със званието „Почетен гражданин на Видин“.
Умира на 12 август 1915 г. в София. В Българския исторически архив на Народната библиотека „Св.св. Кирил и Методий“ се пази негов фонд: Фонд № 73; 5 док.; 1889 – 1891 г